# Кузнєцов Микола Олександрович (веслувальник)
Кузнєцов Микола Олександрович (1 липня 1953) — радянський академічний веслувальник.
Бронзовий призер Олімпійських Ігор 1976 року в складі розпашної четвірки без стернового.
Срібний призер Чемпіонату світу 1974, 1975 років у складі розпашної четвірки без стернового.